# Rhynchospora hispidula
Rhynchospora hispidula är en halvgräsart som beskrevs av August Heinrich Rudolf Grisebach. Rhynchospora hispidula ingår i släktet småag, och familjen halvgräs. Inga underarter finns listade i Catalogue of Life.